# Luka Mugyiscsev
A Luka Mugyiscsev (Лука Мудищев) a klasszikus orosz irodalomnak egy elképesztően trágár alkotása.
Műfaját tekintve: poéma (elbeszélő költemény). Szerzője állítólag Ivan Szemjonovics Barkov, (1732-1768), aki diplomata és a Tudományos Akadémia fordítója volt – bár az orosz köztudat mind a mai napig azt szeretné, ha Puskin írta volna; ez büszke elismerése a mű kvalitásainak.
A magyar irodalom hasonló alkotása egy Arany János-paródia, a Pajzán Toldi.
A Luka Mugyiscseven nem szerepelt a szerző neve. Sokáig csak kéziratban, másolgatva és elmondva terjedt. Ezért a szöveg hiteles változata igen nehezen megállapítható. Még nehezebb, illetve gyakorlatilag lehetetlen a szerzőjét megállapítani. A legvalószínűbbnek azt tekintik, hogy változott, csiszolódott a mű, folklórszerűen.
Valami hagyomány szerzőként kitartóan Barkovot valószínűsíti, mert Barkov szép számmal írt erotikus, trágár, pornográf verseket, poéma-paródiákat. A mű kéziratban terjedő másolataira ezért rendre ráírták Barkov nevét. Az irodalomtörténet a mű keletkezését azonban határozottan Barkov halála után vagy száz évvel későbbre, az 1860-as évekre teszi.

## A mű mottója
Человек и человек — люди.
Яйцо и яйцо — муди.
(Cselovek i cselovek – ljugyi
Jajco i jajco – mugyi)
Egy ember meg egy ember az – emberek.
Egy tojás meg egy tojás az – tökök.

## Külső hivatkozások
- A teljes szöveg oroszul. »Barkoviana«
- Ivan Barkov